# Semir Štilić
Semir Štilić (* 8. Oktober 1987 in Sarajevo, SFR Jugoslawien) ist ein ehemaliger bosnisch-herzegowinischer Fußballspieler.

## Karriere
Štilić begann seine Karriere beim Željezničar. 2005 kam er in die erste Mannschaft des bosnischen Klubs. In drei Jahren bei Željezničar absolvierte er 49 Spiele. In seiner Zeit in der Heimat kam auch sein Debüt in der Nationalmannschaft. Štilić kam im Freundschaftsspiel in Antalya am 15. Dezember 2007 gegen Polen in der 90. Minute für Emir Hadzic ins Spiel. Das Spiel endete 1:0 für die Polen. 
Im Jahr 2008 wechselte er zu Lech Posen. Sein Debüt auf europäischer Klubebene gab Štilić am 14. August 2008 gegen die Grasshoppers Zürich. Das Spiel endete 6:0 für Lech. Der Bosnier wurde in der 90. Minute für Anderson Cueto ausgewechselt. Mit Lech Posen gewann er den Polnischen Pokal 2009 sowie die Meisterschaft in der Saison 2009/10.
Im Sommer 2012 verließ Štilić den polnischen Klub und unterschrieb am 23. Juli 2012 beim ukrainischen Erstligisten Karpaty Lwiw einen Vierjahresvertrag bis Ende Juni 2016.
Zur Saison 2013/14 heuerte Štilić beim türkischen Erstligisten Gaziantepspor an. Bereits im Frühjahr 2014 verließ er diesen Verein und wechselte zurück in die polnische Liga zu Wisła Krakau. Nach einem Jahr verpflichtete ihn APOEL Nikosia aus Zypern, mit dem Verein wurde er 2015/16 Meister. 
Ab September 2016 war Štilić ein paar Monate vereinslos, ehe er sich zum Jahreswechsel 2016/17 seinem ehemaligen Klub Wisła Krakau anschloss. Von 2017 bis 2019 spielte er in der Ekstraklasa für Wisła Płock. Im Sommer 2019 kehrte er nach Bosnien zu seinem Jugendverein Zeljezničar zurück. Im Juni 2024 beendete er seine Karriere.

## Titel und Erfolge
mit Lech Posen
- Polnischer Meister: 2010
- Polnischer Pokalsieger: 2009
- Polnischer Superpokalsieger: 2010

mit APOEL Nikosia
- Zyprischer Meister: 2016